# 후쿠다 겐지
후쿠다 겐지(일본어: 福田 健二, 1977년 10월 21일 ~ )는 일본의 전 축구 선수이다.

## 구단 경력
과거 나고야 그램퍼스 에이트, FC 도쿄, 베갈타 센다이, 과라니, 파추카,카스테욘, 누만시아, 라스팔마스, 이오니코스, 에히메 FC, 메트로 갤러리에서 활동하였다.

## 국가대표팀 경력
그는 1997년 FIFA 세계 청소년 축구 선수권 대회에 참가할 일본 U-20 국가대표팀에 발탁되었으며, 4경기에 출전, 1득점을 넣었다. 1998년 아시안 게임에도 출전했다.